# Samsung Galaxy Z Flip 5
Samsung Galaxy Z Flip 5（サムスン ギャラクシーゼット フリップ ファイブ）は、2023年7月26日にサムスン電子によって発表された、Androidベースの折りたたみ式スマートフォンである。
今回の発表（Galaxy Unpacked イベント）は初めて韓国（ソウル）で開催された。
また、日本では2023年8月22日発表、2023年9月1日に発売された。

## 主要項目

### デザイン
| Color | Name         |
| ----- | ------------ |
|       | ミント       |
|       | グラファイト |
|       | ラベンダー   |
|       | クリーム     |
|       | グレー       |
|       | ブルー       |
|       | グリーン     |
|       | イエロー     |

-日本発売：ミント、グラファイト、ラベンダー（NTTドコモ）、クリーム（au）、グレー（メーカーサイト）

### ハードウェア
Galaxy Z Flip 5は、120Hz可変リフレッシュレートのフォルダブルインナー6.7インチディスプレイと3.4インチカバーディスプレイの2つの画面がある。
このデバイスには 8 GB の RAM と 256 GB または 512 GB の UFS 4.0 フラッシュ ストレージが搭載され、micro-SD カードによるデバイスのストレージ容量拡張には対応してない。
Z Flip 5はQualcomm Snapdragon 8 Gen 2 for Galaxyを搭載している。
同機器に付属するバッテリーは3700mAhのデュアルセルユニットで、USB-Cを介して最大25W、または最大15Wのワイヤレス充電によって高速充電が可能である。
Z Flip 5は、12MP広角カメラと12MP超広角カメラを含む2つの背面カメラを搭載している。 ディスプレイ上部には10メガピクセルの前面カメラがある。
撮影可能な動画形式（カッコ内はプロ動画モード時のみ）
【広角カメラ】
- HD:30fps
- FHD:(24fps)/30fps/60fps
- UHD:(24fps)/30fps/60fps

【超広角カメラ】60fpsが使えない事に注意
- HD:30fps
- FHD:(24fps)/30fps
- UHD:(24fps)/30fps

【インカメラ】
- HD:30fps
- FHD:30fps/60fps
- UHD:30fps/60fps

### ソフトウェア
Samsung Galaxy Z Flip 5 は、Android 13 ベースの One UI 5.1.1 を搭載している。